# Алфреду Нобре да Кошта
Алфре́ду Жоржі Но́брі да Ко́шта (порт. Alfredo Jorge Nobre da Costa; *10 вересня 1923, Лісабон — †1 квітня 1996, Лісабон) — португальський політик і інженер. Був 6-м прем'єр-міністром Португалії після Революції гвоздик, з 28 серпня 1978 до 22 листопада 1978 року.

## Біографія
Увійшов в історію Португалії, як її перший прем'єр-міністр призначений керувати урядом за ініціативою президента Республіки (на той час Рамалью Іаніш), через відсутність стабільної парламентської більшості (очолюваний Маріу Суарішем альянс між PS і CDS розвалився).
До складу його кабінету входили позапартійні елементи. Не зважаючи на дуже короткий час його уряду (до проведення дострокових виборів до Національної Асамблеї), зміг зберегти гарний образ у суспільній думці, завдяки своєму управлінському потенціалу та дієвості управління. На дострокових законодавчих виборах 1976 року не зміг набрати більшості, тому наступним прем'єром став також позапартійний Карлуш Мота Пінту.
Одружився 5 травня 1951 року.
Помер у Лісабоні, 1 квітня 1996 року, у віці 72 років.